# EUCAP SAHEL Niger
L'EUCAP SAHEL Niger (Missió de Capacitació de la Unió Europea a Níger) es va iniciar el 8 d'agost de 2012 sota la Política comuna de seguretat i defensa de la Unió Europea (CSDP) com a missió de drets civils.
Té com a missió contribuir a la consulta i la formació de la policia, la Guàrdia Nacional i la gendarmeria de Níger, i desenrotllar-la pe a combatre eficaçment el crim organitzat i el terrorisme tant a través de l'educació i la formació, així com activitats d'assessorament. La missió també dona suport a les autoritats nigerines per a desenvolupar les pròpies capacitats tècniques i la cooperació regional i internacional. Per contra, les activitats executives no hi estan incloses.
La seu es troba a Niamey. Tanmateix, des del 2014, també s'organitzava la formació a la ciutat d'Agadez, més al nord, com que la situació de seguretat d'aquesta regió era particularment tibant. El 2017, el mandat es va ampliar fins al juliol de 2018. El coronel Francisco Espinosa Navas en fou nomenat cap el primer any. El sisé mandat s'ha acabat el 2024.
El rerefons de la missió és la tensió de la seguretat a tot el Sahel, amb amenaces, en particular, d'organitzacions terroristes com Boko Haram i delictes organitzats com el tràfic de persones i el narcotràfic. Com a resultat, també hi ha una estreta cooperació amb les missions comunitàries veïnes EUCAP SAHEL Mali i EUBAM Libya.
La República Federal d'Alemanya, juntament amb altres dotze Estats membres de la Unió Europea, participen en la missió, que comprèn fins a 122 experts internacionals i 55 funcionaris locals.